# Intendència de Cuyo
La intendència de Cuyo, de Mendoza o província de Cuyo va ser una projectada intendència del virregnat del Riu de la Plata (o de Buenos Aires) integrant de l'Imperi espanyol, en territoris corresponents a la històrica regió de Cuyo a l'actual República Argentina, i la capital de la qual havia de ser la ciutat de Mendoza. El rei Carles III n'ordenà la creació mitjançant l'Ordenança d'Intendents de 1782, però no es va posar en pràctica ja que en 1783 el rei va ordenar el trasllat de la seva capital a la ciutat de Córdoba, incorporant la seva jurisdicció i constituint-se la intendència de Córdoba del Tucumán.
El 1813 s'establí una governació intendència a les Províncies Unides del Riu de la Plata amb el mateix nom, que funcionà fins a la seva dissolució el 1820.
La intendència estava dividida entre els partits (també coneguts com a subdelegacions) de: Mendoza, San Juan i San Luís.

## Període del virregnat
La Reial Ordenança de l'Exèrcit i els Alcaldes Provincials del 28 de gener de 1782 dividia el virregnat de Buenos Aires en vuit intendències, entre ells el de Cuyo, format sobre la base de la província o municipi de Cuyo:
| « | castellà Art. 1º: A fin de que mi Real voluntad tenga su pronto y debido efecto, mando dividir por ahora en ocho Intendentes el distrito de aquel Virreinato, y que en lo sucesivo se entienda por una sola Provincia el territorio o demarcación de cada Intendencia con el nombre de la Ciudad o Villa que hubiese de ser su Capital, y en que habrá de residir el Intendente quedando las que en la actualidad se titulan Provincias con la denominación de Partidos, y conservando estos el nombre que tienen aquellas. Será una de dichas Intendencias la General del Ejército y Provincia que ya se halla establecida en la Capital de Buenos Aires y su distrito privativo será todo el de aquel Obispado. Las siete restantes, que han de crearse, serán solo de Provincia; y se habrá de establecer (...); otra en la Ciudad de Mendoza, que ha de comprender todo el territorio de su corregimiento, en que se incluye la Provincia de Cuyo; (...). Y las expresadas demarcaciones se especificarán respectivamente en los títulos que se espedieren a los nuevos Intendentes que Yo elija, pues me reservo nombrar siempre y por el tiempo de mi voluntad para estos empleos personas de acreditado celo, honor, integridad y conducta, como que descargaré en ellas mis cuidados, cometiendo al suyo el inmediato gobierno y protección de mis Pueblos | català Art. 1r: Per tal que la meva Reial voluntat tingui el seu prompte i degut efecte, començo dividir per ara en vuit Intendents el districte d'aquell Virregnat, i que en endavant s'entengui per una sola Província el territori o demarcació de cada Intendència amb el nom de la Ciutat o Vila que hagués de ser sa Capital, i en què haurà de residir l'Intendent quedant les que en l'actualitat es titulen Províncies amb la demarcació de Partits, i conservant aquests el nom que tenen aquelles. Serà una d'aquestes Intendències la General de l'Exèrcit i Província que ja està establerta a la Capital de Buenos Aires i el seu districte privatiu serà tot el d'aquell Bisbat. Les set restants, que s'han de crear, només seran de Província; i caldrà establir (...); una altra a la Ciutat de Mendoza, que ha de comprendre tot el territori del seu corregiment, en què s'inclou la Província de Cuyo; (...). I les expressades demarcacions s'especificaran respectivament en els títols que s'expedissin als nous Intendents que Jo esculli, doncs em reservo nomenar sempre i pel temps de la meva voluntat per a aquests llocs de treball persones d'acreditat zel, honor, integritat i conducta, com que hi descarregaré les meves cures, cometent al seu l'immediat govern i protecció dels meus pobles. | » |

El 14 d'abril de 1783 fou promulgada la reial cèdula creadora de la Reial Audiència de Buenos Aires, "la qual tingui per districte la província d'aquest nom i les tres del Paraguai, Tucumán i Cuyo", quedant el territori de la projectada intendència en la seva jurisdicció i separat de la de Xile.
El 5 d'agost de 1783 el rei Carles III feu a San Ildefonso disset modificacions a la Reial Ordenança d'Intendents del 1782, entre aquestes una que suprimí les governacions Intendències de San Miguel de Tucumán i de Cuyo, creant amb elles la intendència de Salta del Tucumán i la de Córdoba del Tucumán, les que es feren efectives al desembre de 1783.
| « | castellà IV. – Por muy justas y recomendables razones, calificadas con los más verídicos y autorizados informes dirigidos a mis Reales manos por el actual Virrey de Buenos Aires apoyándolos con el Suyo de 26 de Enero de 1781, tuve por preciso y conveniente a mi Real Servicio y a la Causa Pública de aquellos mis dominios, resolver en 26 de Febrero de 1782, y en su consecuencia mandar por la ya citada Real Orden de 29 de Julio siguiente, que se dividiese en dos Gobiernos el de la Provincia de Tucumán con el agregado de la de Cuyo, y conforme al Plan propuesto por los enunciados informes; debiendo en su consecuencia quedar por residencia y Capital del nuevo Gobierno la Ciudad de Córdoba del Tucumán, y comprender además las de Mendoza, San Juan del Pico, San Luis de Loyola y Rioja con sus respectivos distritos; y situarse la residencia del otro Gobierno del resto de la dicha Provincia en la Ciudad de Salta como más proporcionada a ser la Capital de las de Jujuy, San Miguel, Santiago del Estero y Catamarca, con sus correspondientes jurisdicciones. Y siendo consiguiente a esta variación hacerla también en las residencias que por el Artículo 7º de la citada Ordenanza se determinaron a las dos Intendencias que por el mismo se mandaron establecer en el propio territorio que han de abrazar los expresados dos Gobiernos, es mi voluntad y mando que la Intendencia a que se señaló por Capital la Ciudad de Mendoza se sitúe en la de Córdoba del Tucumán y que la mandada erigir en la Ciudad de San Miguel se establezca en la de Salta, uniéndose una y otra a los respectivos Gobiernos para que el distrito señalado a cada uno de ellos sea el de su Intendencia, y se entienda por una sola Provincia, según está dispuesto por el mencionado Artículo 1º, quedando el ejercicio de Vice Patronato en toda ella a su Gobernador Intendente en observancia de lo prescripto acerca de este particular en el Artículo 6º de la referida Ordenanza | català IV. – Per raons molt justes i recomanables, qualificades amb els informes més verídics i autoritzats dirigits a les meves mans reals per l'actual Virrei de Buenos Aires recolzant-los amb el seu de 26 de gener de 1781, vaig tenir per precís i convenient el meu Reial Servei i la Causa Pública d'aquells meus dominis, resoldre en 2 la ja citada Reial Ordre de 29 de Juliol següent, que es dividís en dos Governs el de la Província de Tucumán amb l'agregat de la de Cuyo, i conforme al Pla proposat pels enunciats informes; devent en conseqüència quedar per residència i Capital del nou Govern la Ciutat de Córdoba del Tucumán, i comprendre a més les de Mendoza, San Juan del Pico, San Luis de Loyola i Rioja amb els seus respectius districtes; i situar-se la residència de l'altre Govern de la resta de la dita Província a la Ciutat de Salta com a més proporcionada a ser la Capital de les de Jujuy, San Miguel, Santiago del Estero i Catamarca, amb les seves jurisdiccions corresponents. I sent consegüent a aquesta variació fer-la també a les residències que per l'Article 7è de l'esmentada Ordenança es van determinar a les dues Intendències que per aquest es van enviar establir en el propi territori que han d'abraçar els expressats dos Governs, és la meva voluntat i mando que la Intendència a què es va assenyalar per Capital la Ciutat de Mendoza se situï en la de Sant Miquel s'estableixi a la de Salta, unint-se una i una altra als respectius Governs perquè el districte assenyalat a cadascun sigui el de la seva Intendència, i s'entengui per una sola Província, segons està disposat per l'esmentat Article 1r, quedant l'exercici de Vice-Patronat en tota ella al seu Governador Intendent en observança del prescripte | » |

## Període de les Províncies Unides del Riu de la Plata
El 23 de juliol de 1810 el capità José Moldes va ser nomenat primer tinent governador de Mendoza. El Segon Triumvirat va crear la intendència de Cuyo el 29 de novembre de 1813 separant-la de la de Córdoba del Tucumán, i amb capital a la ciutat de Mendoza. Estava formada per les actuals províncies argentines de Mendoza, San Juan i San Luis:
| « | castellà (...) los pueblos de Mendoza, San Juan y San Luis, con sus peculiares jurisdicciones, formasen un Gobierno Intendencia aparte con la denominación antigua de Provincia de Cuyo (...) bajo el pie y forma de los demás gobiernos de esta clase existentes en la comprensión de las Provincias Unidas del Río de la Plata (...) mucho más cuando por la formación de un Estado diverso al otro lado de los Andes, es necesario dar impulso y vigor a sus poblaciones (...) | català (...) els pobles de Mendoza, San Juan i San Luís, amb les seves peculiars jurisdiccions, formessin un Govern Intendència a part amb la denominació antiga de Província de Cuyo (...) sota el peu i forma dels altres governs d'aquesta classe existents en la comprensió de les Províncies Unides del Riu de la Plata (...) molt més quan per la formació d'un costat les seves poblacions | » |

El seu govern l'exercia un governador intendent designat pel Triumvirat i estava subjecte a aprovació del cabildo de Mendoza.
El primer governador intendent destinat a Cuyo fou el coronel Florencio Terrada, tot i que algunes fonts assenyalen que el seu càrrec fou el de tinent governador.  Al juliol del 1814 el coronel Marcos Balcarce fou designat governador intendent i el 10 d'agost José de San Martín.
El 19 de gener del 1817 Mendoza fou el punt de partida de l'Exèrcit dels Andes, des d'on San Martín inicià la seva campanya llibertadora de Xile.
El 9 de gener de 1820 es revoltaren en San Juan el regiment de Caçadors dels Andes. El governador intendent Toribio de Luzuriaga presentà la seva renúncia al cabildo de Mendoza el 17 de gener, reassumint el poder en qualitat de cabildo governador de la província de Cuyo, però només tingué poder sobre el municipi de Mendoza.
L'1 de març de 1820 San Luís i San Juan es van separar, dissolent-se la intendència de Cuyo. A partir d'aquest dia va quedar dividida entre les províncies de: Mendoza, San Juan i San Luís.

## Governadors intendents de la Província de Cuyo
- Florencio Terrada, designat el 29 de novembre de 1813, va assumir el 23 de desembre de 1813 - va deixar el comandament el 27 de març de 1814
- Cabildo de Mendoza en forma interina, presidit per José Clemente Benegas el 27 de març de 1814 - va deixar el comandament el 4 d'agost de 1814
- Marcos Balcarce, designat l'1 de juny de 1814, va assumir el 4 d'agost de 1814 - va deixar el comandament el 12 de setembre de 1814
- José de Sant Martí, designat el 10 d'agost de 1814, va assumir el 12 de setembre de 1814 - va delegar el comandament el 24 de setembre de 1816, fi de mandat el 6 de març de 1817
- Toribio de Luzuriaga, designat interí el 31 d'agost de 1816, va assumir el 24 de setembre de 1816, designat governador propietari el 17 d'octubre de 1816, va assumir el 6 de març de 1817 - hi renuncià el 17 de gener de 1820
- Cabildo de Mendoza, de forma interina presidit per José Clemente Benegas el 17 de gener de 1820 - 1 de març de 1820 dissolució de la governació/intendència de Cuyo